# Miss Grand Panamá
Miss Grand Panamá es el título de un concurso de belleza femenina en Panamá, el titular de este título tendrá la oportunidad de representar al país en el concurso Miss Grand Internacional que se realizará anualmente al final de cada año. La actual titular es Miss Grand Panamá 2025, Isamar Aracelly Herrera Morales de Chiriquí.
Panamá comenzó a participar en Miss Grand Internacional en 2014, "Reinas y Misters de Panamá" es la primera organización que obtuvo el derecho de enviar panameños a dicho concurso. En 2019, "Señorita Panamá" obtuvo la franquicia, una de las finalistas de Señorita Panamá será coronada como "Señorita Panamá Grand".  A partir del 2022 hasta el 2024 el grupo Chass Panamá se encargó de seleccionar la representante. Es en 2025 que "Señorita Panamá" obtiene nuevamente dicha franquicia. 

## Historia
La organización Reinas y Mister de Panamá, creada y dirigida por José Alberto Sosa Roner, inició en el mes de septiembre de 2015, fue dueña de la franquicia del Miss Grand Internacional para los años de 2016 al 2018. En 2014-2015 se realizará el casting para seleccionar al representante del país para el evento internacional dirigido por la recién establecida organización Miss Grand Panamá.
En 2018, la organización no realizó el concurso, todos los representantes fueron seleccionados a través de la solicitud en línea y los jueces seleccionaron al candidato adecuado para que los diseñara para el título. De todas las 22 solicitudes en línea, Gabriela Mornhinweg fue nombrada Miss Grand Panamá 2018. Un año después, Reinas y Mister de Panamá perdieron la franquicia ante Senorita Panamá, el concurso de belleza más famoso de Panamá, y uno de los finalistas de Senorita Panamá será seleccionado para representar al país en Miss Grand International.

## Ganadoras del certamen
| Año  | Ganadora                        | Representando a | Edad | Altura | Lugar del evento                                               | Participantes                               | Fecha                                       | Ref.        |
| ---- | ------------------------------- | --------------- | ---- | ------ | -------------------------------------------------------------- | ------------------------------------------- | ------------------------------------------- | ----------- |
| 2025 | Isamar Aracelly Herrera Morales | Chiriquí        | 31   |        | Designada, sin concurso nacional celebrado.                    | Designada, sin concurso nacional celebrado. | Designada, sin concurso nacional celebrado. |             |
| 2024 | Yanelys Aideé Bergantiño Olave  | Veraguas        | 22   |        | Waymore Hotel , Ciudad de Panamá, Panamá                       | 16                                          | 9 de diciembre de 2023                      |             |
| 2023 | Julia Marina Leong              | Panamá Oeste    | 26   |        | Designada, sin concurso nacional celebrado.                    | Designada, sin concurso nacional celebrado. | Designada, sin concurso nacional celebrado. |             |
| 2022 | Laura Sofía de Sanctis Natera   | Panamá Centro   | 26   |        | Designada, sin concurso nacional celebrado.                    | Designada, sin concurso nacional celebrado. | Designada, sin concurso nacional celebrado. |             |
| 2021 | Katie Nairobi Caicedo Richards  | Panamá Centro   | 20   |        | Designada, sin concurso nacional celebrado.                    | Designada, sin concurso nacional celebrado. | Designada, sin concurso nacional celebrado. |             |
| 2020 | Angie Keith                     | Bocas del Toro  | 26   |        | Designada, sin concurso nacional celebrado.                    | Designada, sin concurso nacional celebrado. | Designada, sin concurso nacional celebrado. | [ 4 ]       |
| 2019 | Carmen Irina Drayton            | Portobelo       | 23   | 1,74 m | Arena Roberto Durán , Ciudad de Panamá, Panamá                 | 24                                          | 20 de junio de 2019                         | [ 5 ]       |
| 2018 | Gabriela Mornhinweg             | Panamá Centro   | 22   | 1,76 m | Designada, sin concurso nacional celebrado.                    | Designada, sin concurso nacional celebrado. | Designada, sin concurso nacional celebrado. | [ 1 ]       |
| 2017 | Andrea Marìa Torres Mojica      | Veraguas        | 26   | 1,71 m | Centro de Convenciones Vasco Nuñez De Balboa, Ciudad de Panamá | 21                                          | 1 de julio de 2017                          | [ 6 ]       |
| 2016 | Selena Gómez Santamaria         | Colón           | 19   | 1,71 m | Piso 7 - Gran Salón, Sonesta Hotel & Casino, Ciudad de Panamá  | 32                                          | 29 de abril de 2016                         | [ 7 ] [ 8 ] |
| 2015 | María de los Ángeles Suárez     | Chiriquí        | 25   | 1,68 m | Designada, sin concurso nacional celebrado.                    | Designada, sin concurso nacional celebrado. | Designada, sin concurso nacional celebrado. | [ 9 ]       |
| 2014 | Carmen Librada De Gracia        | Los Santos      | 24   | 1,77 m | Designada, sin concurso nacional celebrado.                    | Designada, sin concurso nacional celebrado. | Designada, sin concurso nacional celebrado. | [ 10 ]      |

### Conquistas por Provincia
| Provincia o Ciudad | Títulos | Victorias        |
| ------------------ | ------- | ---------------- |
| Panamá Centro      | 3       | 2018, 2021, 2022 |
| Veraguas           | 2       | 2017, 2024       |
| Chiriquí           | 2       | 2015, 2025       |
| Panamá Oeste       | 1       | 2023             |
| Portobelo          | 1       | 2019             |
| Bocas del Toro     | 1       | 2020             |
| Colón              | 1       | 2016             |
| Los Santos         | 1       | 2014             |

## Galería

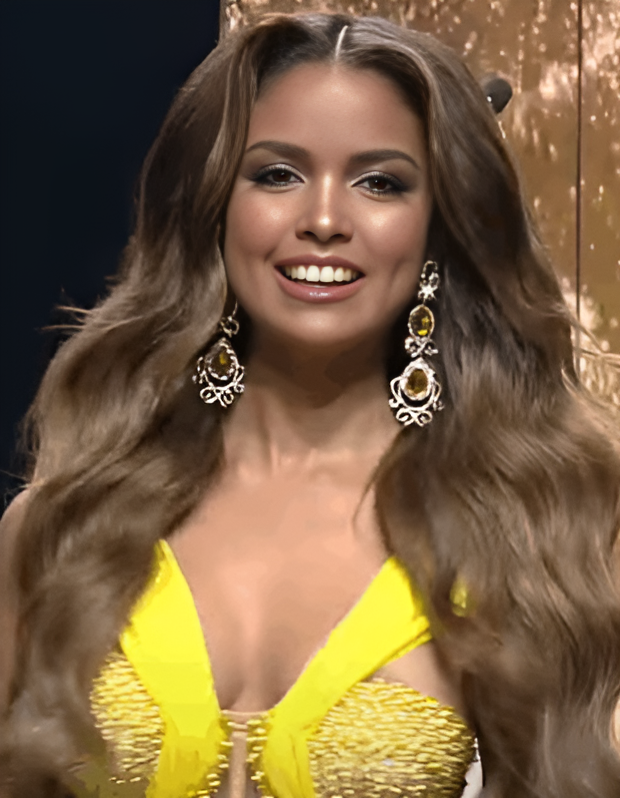
Miss Grand Panama 2024 Yanelys Bergantiño
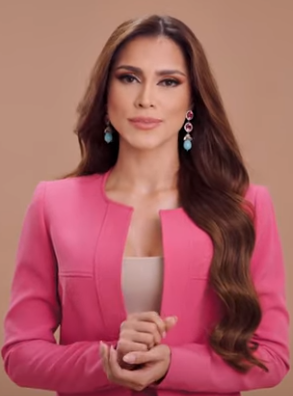
Miss Grand Panama 2023 Julia Leong
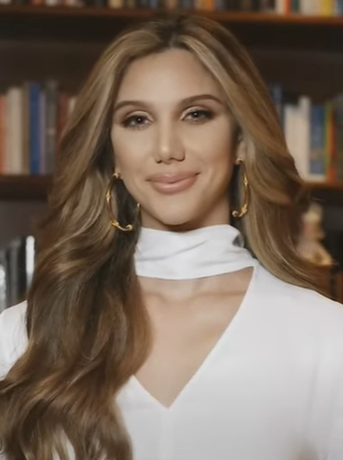
Miss Grand Panama 2022 Laura de Sanctis
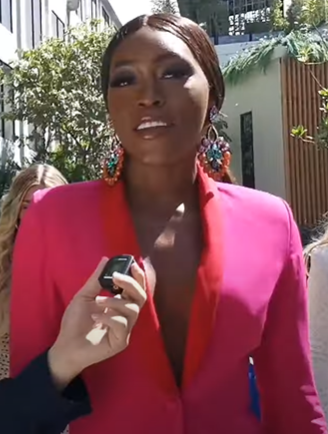
Miss Grand Panama 2021 Katie Caicedo
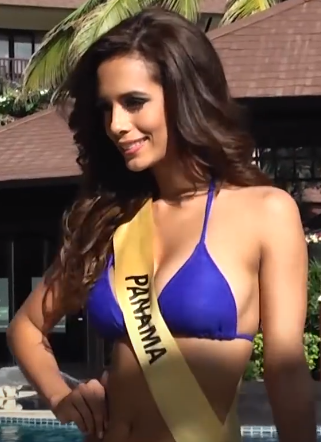
Miss Grand Panama 2015 Maria Suarez
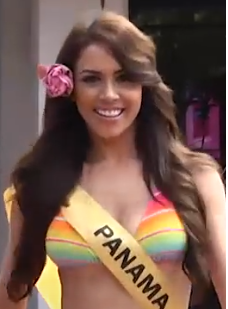
Miss Grand Panama 2014 Carmen de Gracia

## Representaciones internacionales por año
Clave de color;
- Ganadora
- Finalista
- Semifinalista
- Cuartofinalista

### Miss Grand International
| Año  | Representante                   | Provincia      | Posición          | Premios especiales | Ref           |
| 2025 | Isamar Aracelly Herrera Morales | Chiriquí       |                   | |               |
| 2024 | Yanelys Aideé Bergantiño Olave  | Veraguas       |                   | |               |
| 2023 | Julia Marina Leong              | Panamá Oeste   |                   | |               |
| 2022 | Laura Sofía de Sanctis Natera   | Panamá Centro  |                   | |               |
| 2021 | Katie Nairobi Caicedo           | Panamá Centro  |                   | |               |
| 2020 | Angie Keith                     | Bocas del Toro | Top 20            | - Top 10 Mejor traje nacional |               |
| 2019 | Carmen Irina Drayton            | Portobelo      | Tercera Finalista | - TOP 20 – Mejor Traje Nacional - Ganadora de Mejor Cuerpo y Pasarela en Traje de Baño - TOP 20 - Coronas Honorables de George Wittels | [ 11 ]        |
| 2018 | Gabriela Mornhinweg             | Panamá Centro  |                   | - TOP 20 – Mejor Traje Nacional | [ 12 ]        |
| 2017 | Andrea Marìa Torres Mojica      | Veraguas       |                   | - TOP 25 – Mejor Traje Nacional | [ 13 ]        |
| 2016 | Selena Gómez Santamaria         | Colón          |                   | | [ 14 ]        |
| 2015 | María de los Ángeles Suárez     | Chiriquí       |                   | | [ 15 ]        |
| 2014 | Carmen Librada De Gracia        | Los Santos     |                   | | [ 16 ] [ 17 ] |